# Ferry Aid
Eine Gruppe von britischen Künstlern, die als Ferry Aid (englisch Fähren-Hilfe) auftraten, sang eine Coverversion des Beatles-Titels Let It Be, um die Hinterbliebenen der Opfer der Katastrophe der britischen Autofähre „Herald of Free Enterprise“ finanziell zu unterstützen: Am 6. März 1987 lief die Autofähre aus dem belgischen Hafen von Brügge-Zeebrügge aus und kenterte wenig später. 193 Menschen kamen dabei ums Leben.

## Let It Be
Das Lied Let It Be, komponiert von  Paul McCartney und erstmals 1970 erschienen, wurde von Michael Jackson, der die Rechte an den Beatles-Songs zum Zeitpunkt des Fährenunglücks besaß, lizenzfrei zur Aufnahme, die vom 15. bis 17. März 1987 erfolgte, freigegeben.

## Hauptmitglieder
(Künstler mit Soloauftritt, insgesamt waren mehr als 80 Künstler beteiligt; nach Erscheinungszeitpunkt sortiert)
- Paul McCartney
- Boy George
- Keren Woodward & Nick Kamen
- Paul King
- Mark King
- Jaki Graham
- Taffy
- Mark Knopfler (Gitarre)
- Andy Bell
- Pepsi & Shirlie
- Mel & Kim
- Gary Moore (Gitarre)
- Nik Kershaw & Kim Wilde
- Edwin Starr
- Ben Volpeliere-Pierrot
- Ruby Turner
- Kate Bush

## Weitere Mitglieder
(Diese Künstler singen am Ende des Songs mit allen Hauptkünstlern)
| - The Alarm - John Altman - Debee Ashby - Al Ashton - Rick Astley - Bananarama - Simon Bates - Alison Bettles - Jenny Blythe - Errol Brown - Miquel Brown - Bucks Fizz - Jay Carly | - The Christians - Nick Conway - Linda Davidson - Hazell Dean - Anne Diamond - Difford & Tilbrook - Doctor & the Medics - The Drifters - Drum Theatre - Frankie Goes to Hollywood - Roy Gayle - Go West | - Felix Howard - Gloria Hunniford - Imagination - Jenny Jay - Ellie Laine - Annabel Lamb - Stephanie Lawrence - Loose Ends - Linda Lusardi - Ruth Madoc - Bobby McVey - Suzanne Mizzi - The New Seekers | - Sadie Nine - The Nolans - Hazel O’Connor - Mike Osman - Su Pollard - Tim Polley - Pamela Power - Maxi Priest - Princess - Jimmy Pursey - Suzi Quatro - Mike Read - Sally Sagoe | - Nejdet Salih - Ray Shell - Mandy Smith - Neville Stapleton - Alvin Stardust - Steve Strange - Sylvia Tella - Terraplane - Bonnie Tyler - Maria Whittaker - Working Week - Carol Hitchcock |